# Strafford (Vermont)
Strafford es un pueblo ubicado en el condado de Orange en el estado estadounidense de Vermont. En el año 2010 tenía una población de 1.098 habitantes y una densidad poblacional de 36,14 personas por km².

## Geografía
Strafford se encuentra ubicado en las coordenadas 43°52′44″N 72°22′26″O / 43.87889, -72.37389.

## Demografía
Según la Oficina del Censo en 2000 los ingresos medios por hogar en la localidad eran de $46,711 y los ingresos medios por familia eran $52,596. Los hombres tenían unos ingresos medios de $31,481 frente a los $24,808 para las mujeres. La renta per cápita para la localidad era de $22,267. Alrededor del 7.9% de la población estaba por debajo del umbral de pobreza.